# Piazza Venezia

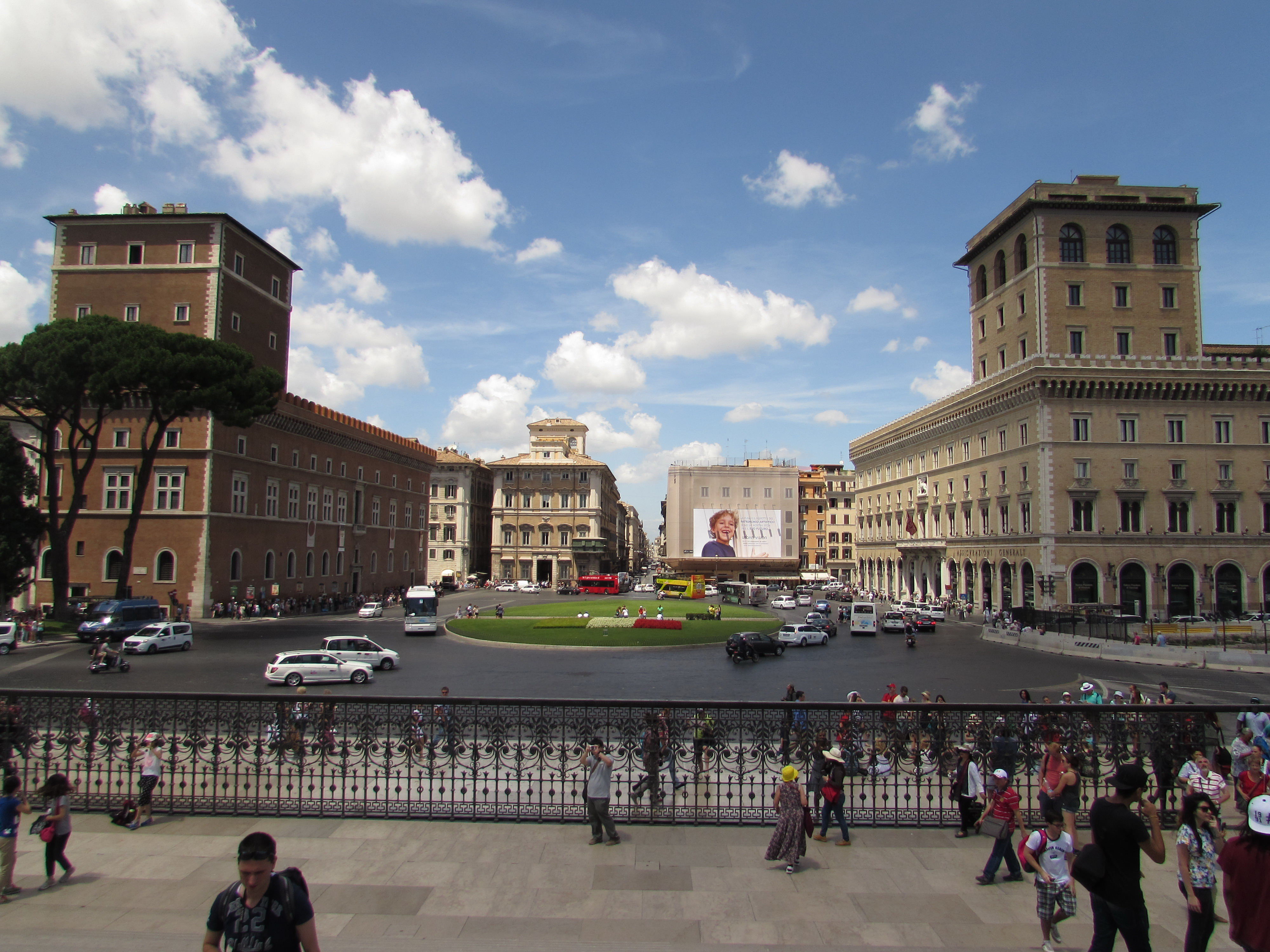
Piazza Venezia vista a partir do Vittoriano. À esquerda, o Palazzo Venezia e à direita, o palácio da Assicurazioni Generali.

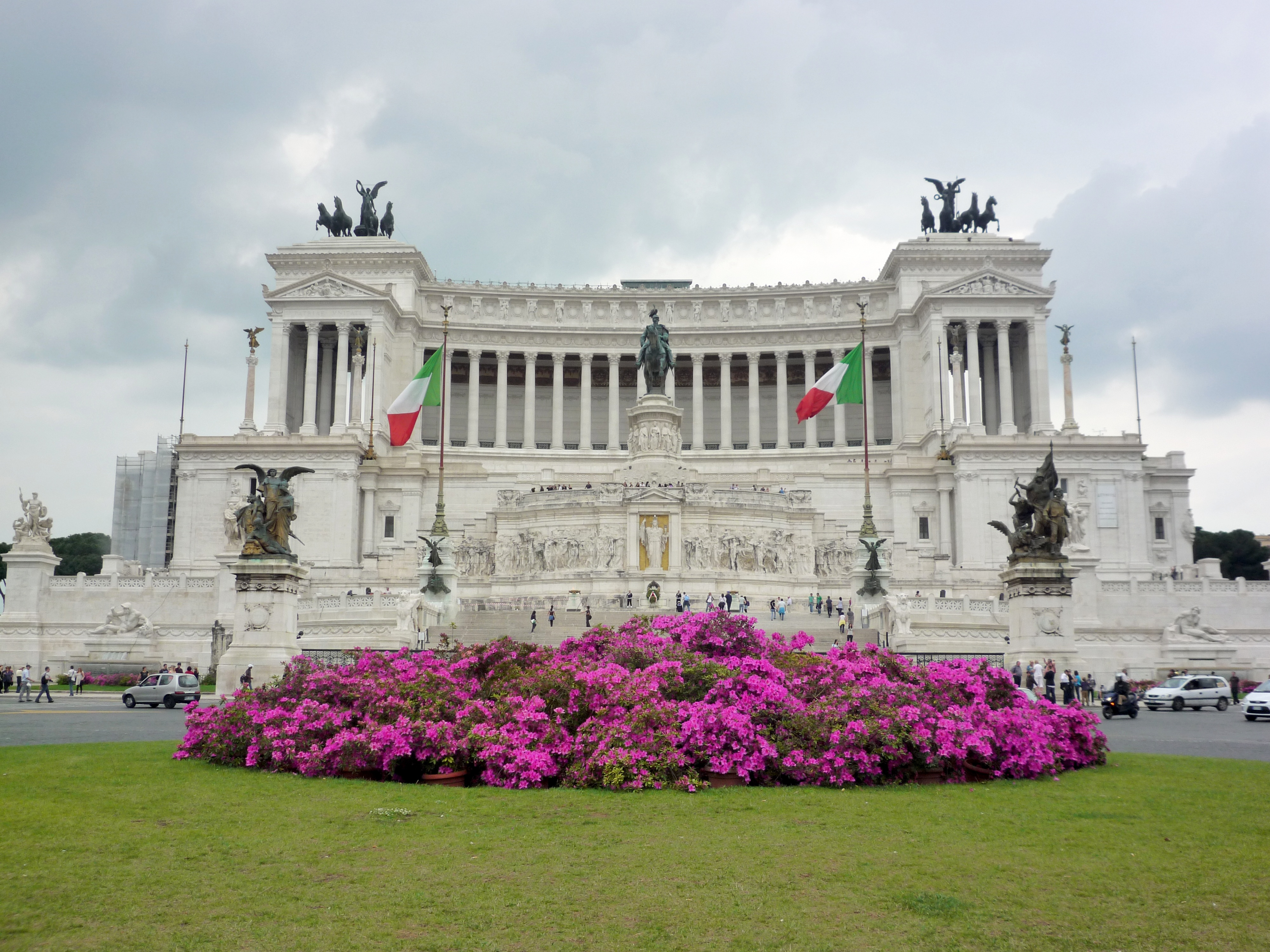
Vista do Vittoriano a partir da praça.

Piazza Venezia é uma grande praça e dos principais centros nevrálgicos do sistema de transportes de Roma, Itália, na qual muitas das principais avenidas da cidade se intersectam, como a Via dei Fori Imperiali e a Via del Corso. Seu nome é uma referência à cidade de Veneza (em italiano:  Venezia), uma homenagem ao cardeal veneziano Pietro Barbo (futuro papa Paulo II), que construiu o Palazzo Venezia, um palácio construído perto da vizinha Igreja de São Marcos, o padroeiro de Veneza. O palácio era também a embaixada da República de Veneza em Roma.
A praça fica no sopé do monte Capitolino e perto do Fórum de Trajano. A principal artéria da cidade, a Viale dei Fori Imperiali, começa na Piazza Venezia e atravessa o Fórum Romano em direção ao Coliseu. Contudo, praça é dominada pelo enorme Monumento a Vittorio Emanuele II ("Il Vittoriano", uma homenagem ao primeiro rei da Itália unificada). Em 2009, durante as escavações da Linha C do Metrô de Roma, antigos restos do que foi identificado como sendo o Ateneu do imperador Adriano foi descoberto no meio da praça.